# Źródło mineralne

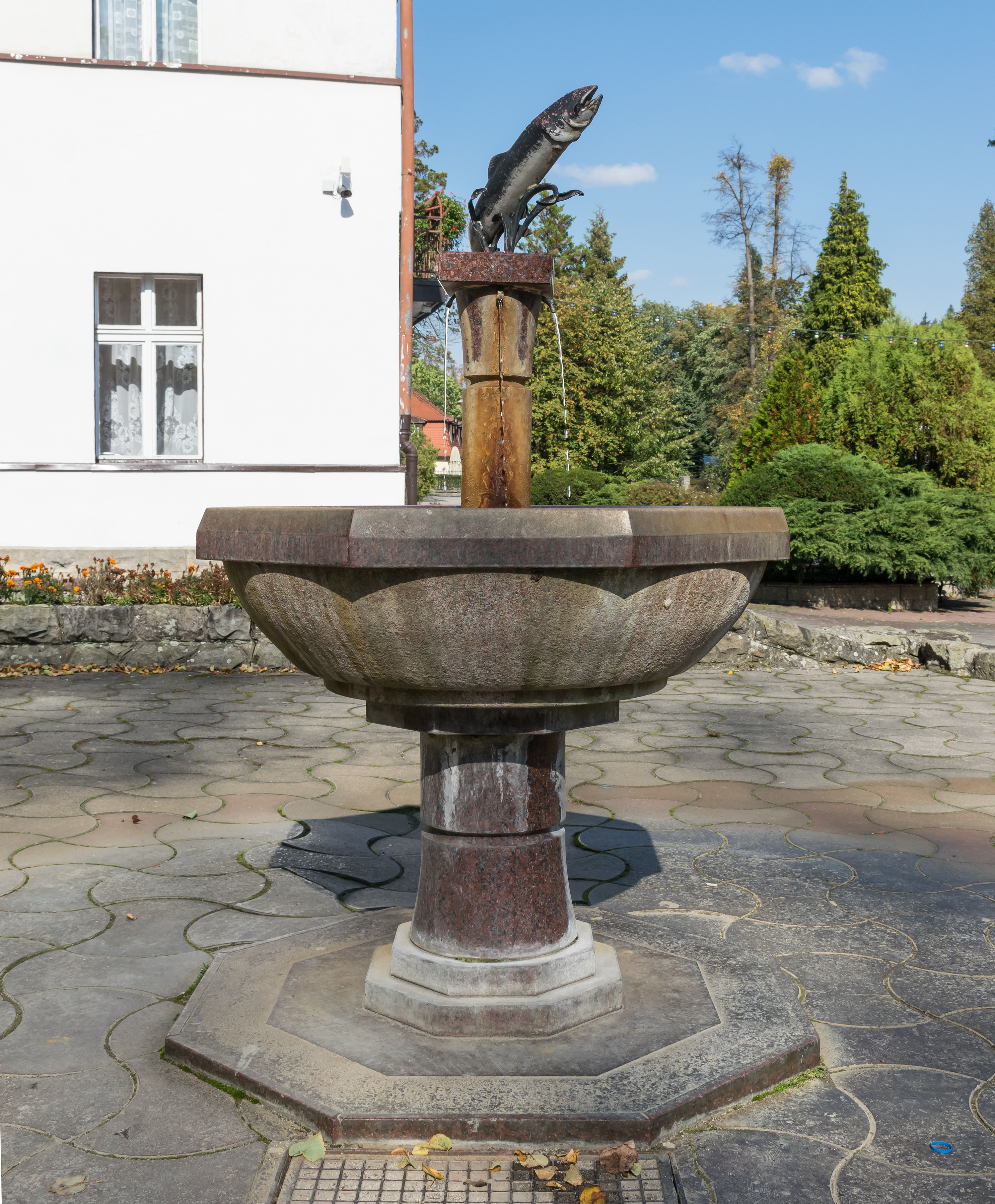
Źródło mineralne w Długopolu-Zdroju

Źródło mineralne – źródło wyprowadzające na powierzchnię terenu wodę mineralną, tj. zawierającą ponad 1000 mg/dm3 rozpuszczonych składników stałych pochodzenia geogenicznego.